# Sulpici Àsper
Sulpici Àsper va ser un militar romà del segle i. Formava part de la gens Sulpícia, d'origen plebeu.
Tenia el grau de centurió i va ser un dels conspiradors contra Neró l'any 65, en l'anomenada conspiració de Pisó. Aquesta conspiració va ser avortada i Sulpici Àsper condemnat a mort. Va acceptar el seu destí amb gran fermesa i dignitat.